# Pfarrkirche Hollenstein an der Ybbs

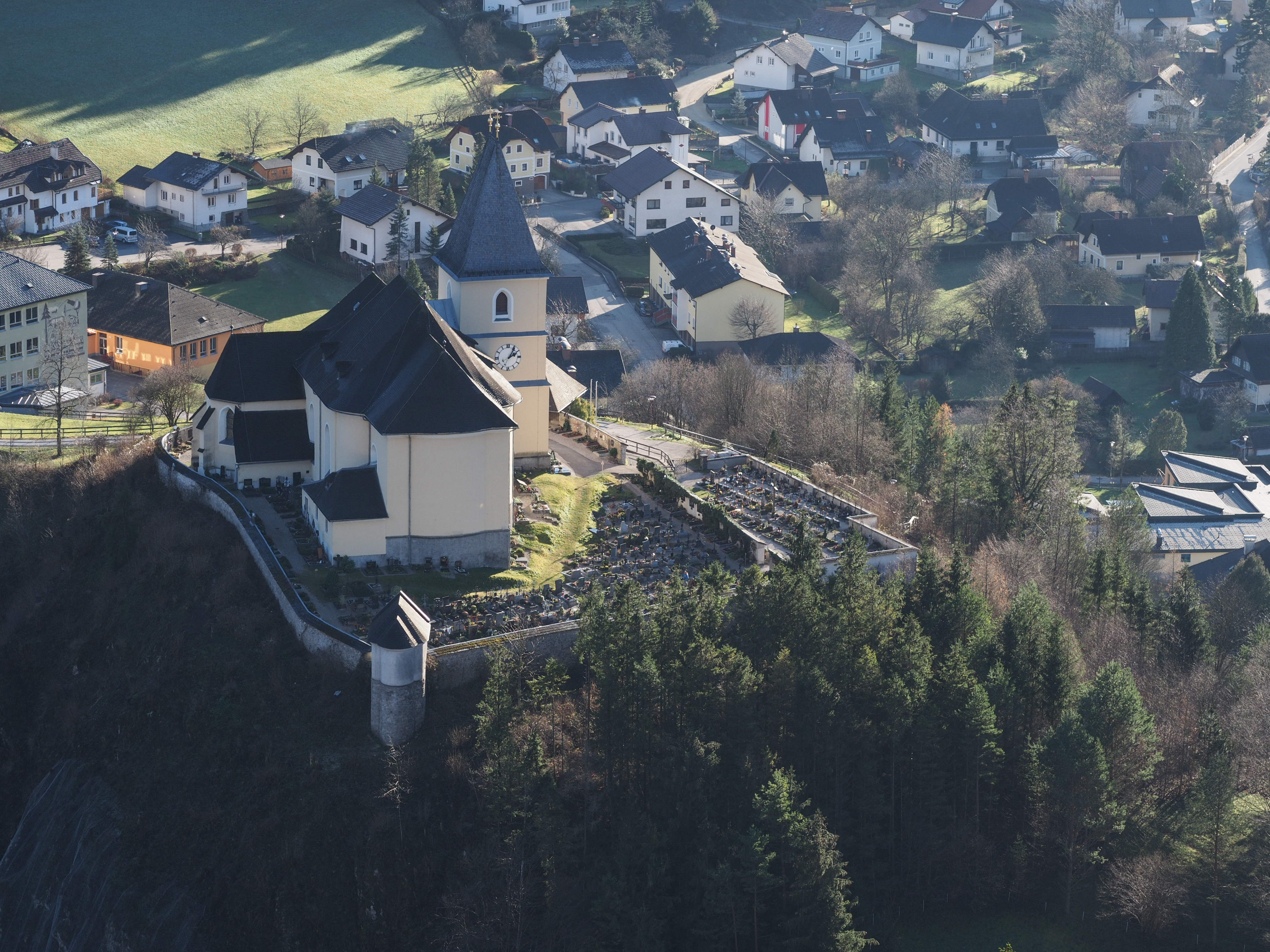
Pfarrkirche Hollenstein an der Ybbs, gotisch geostet und barock genordet

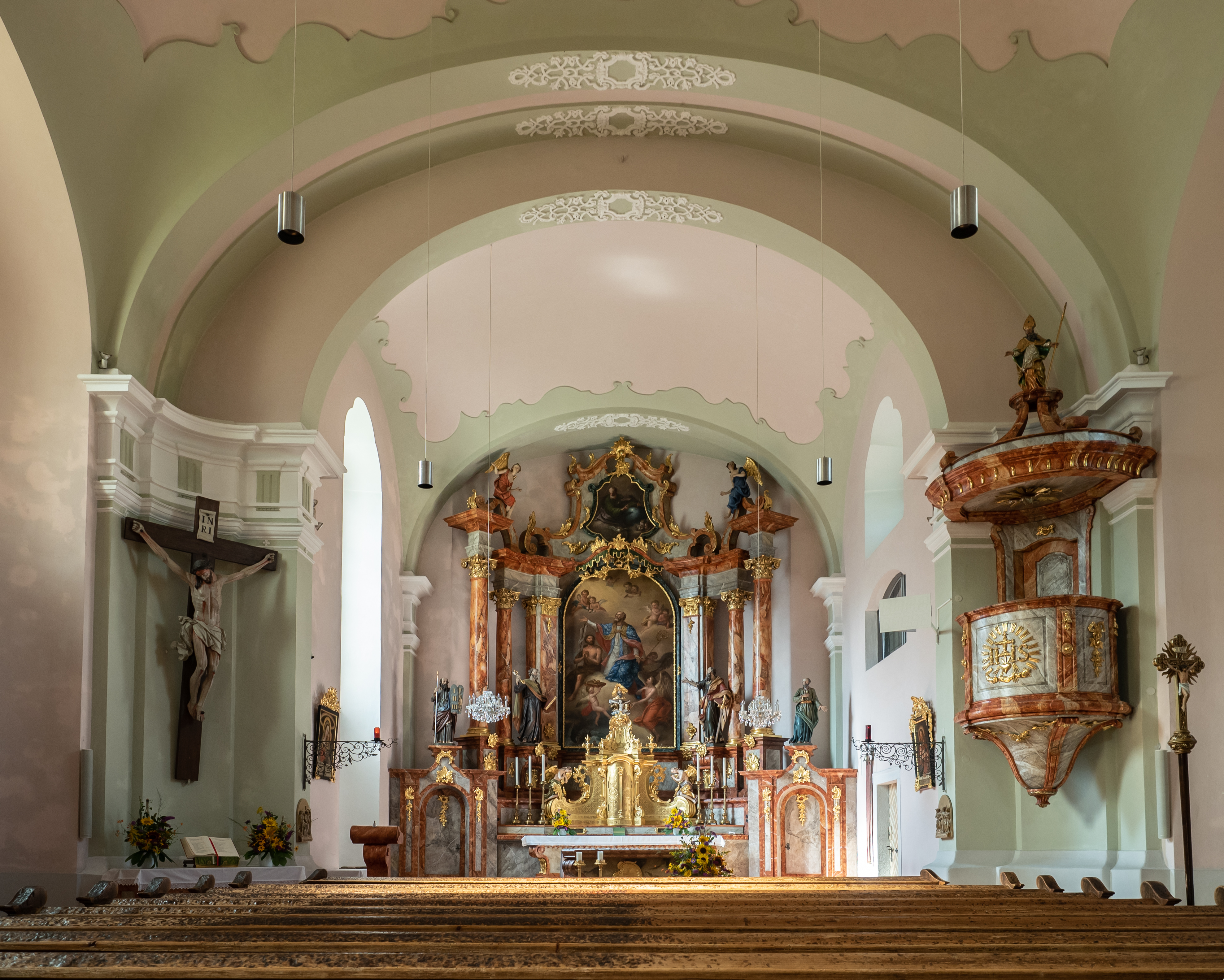
Im barocken Langhaus zum Chor

Die Pfarrkirche Hollenstein an der Ybbs steht weithin sichtbar auf dem Kirchenkogel hoch über dem Ort in der Gemeinde Hollenstein an der Ybbs im Bezirk Amstetten in Niederösterreich. Die den Heiligen Johannes der Täufer und Nikolaus von Myra geweihte römisch-katholische Pfarrkirche gehört zum Dekanat Waidhofen an der Ybbs in der Diözese St. Pölten. Die Kirche steht unter Denkmalschutz (Listeneintrag).

## Geschichte
Urkundlich 1160 eine Filiale der Pfarrkirche Aschbach-Markt wurde Hollenstein vor 1258 selbständig Pfarre. Von 1267 bis 1803 gehörte die Pfarre zum Bistum Freising.
Der geostete gotische Kirchbau aus der zweiten Hälfte des 14. Jahrhunderts wurde von 1761 bis 1765 mittels Abbruch des Langhauses und Erhaltung und Einbeziehung des gotischen Chores und Westturmes neu mit einer spätbarocken Saalkirche nach Norden orientiert.

## Architektur
Die Kirche ist mit einem Friedhof mit einem Mauerring umgeben. Erschlossen wird die Kirche mit einem mächtigen hölzernen Stiegenlaubenbau (sogenannter Kirlabn) unter einem hohen Keildach. Südlich steht ein vorgelagertes barockes Mesnerhaus unter einem Satteldach mit Schopfwalm.
Kirchenäußeres
Das barocke Langhaus unter einem mächtigen Walmdach mit einem gestaffelten vorgestellten nördlich Chor und einem südlichen Trakt unter abgewalmten Dächern zeigt glatte ungegliederte Fassaden mit Rundbogenfenstern. Die Südfront hat drei vorgestellte zweigeschoßige Monumentalblendbögen und in der mittigen Nische die Statue Johannes Nepomuk.
Nach Osten vorspringend steht der ehemalige gotische Chor mit Strebepfeilern, das Maßwerkfenster im Osten ist vermauert. Der massige gedrungene mittelalterliche dreigeschoßige Westturm trägt ein hohes markantes Keildach und hat große Schallfenster.
Kircheninneres
Das barocke dreijochige genordete Langhaus aus 1716/1765 zeigt weite Platzlgewölbe mit vertieftem Stuckfelddekor und Zwillingsgurtbögen mit Stuckdekor und hohe ausgerundete Fensternischen. Die dreiachsige kreuzgratunterwölbte Orgelempore hat eine ausschwingende Brüstung. Der eingezogene fast quadratische platzlgewölbte Chor hat eine segmentbogige Apsis.
Östlich der Orgelempore befindet sich der gotische einjochige kreuzrippengewölbte Chor mit einem Fünfachtelschluss als sogenannte Frauenkapelle mit einem südlichen spätgotischen Schulterportal zur ehemaligen Sakristei unter Kreuzrippengewölben.
Die Glasmalerei zeigt in der Frauenkapelle Leopold und Florian aus 1898. Die Glasmalerei im Langhaus sind Dekorscheiben.

## Ausstattung
Der Hochaltar um 1760/1770 als in die Apsisrundung eingestelltes Wandretabel mit je zwei Säulen und einem geschweiften Auszug zeigt das Hochaltarblatt Johannes der Täufer und Nikolaus gemalt von Jakob Preitschopf 1832 nach Martin Johann Schmidt.
Eine Glocke nennt 1574.